# Сазанов, Александр Петрович
Александр Петрович Сазанов (род.19 октября 1952) — советский и российский журналист, писатель-публицист, депутат Ленсовета—Петросовета 21-го созыва, общественный и государственный деятель, был организатором и первым исполняющим обязанности главного редактора демократической газеты «Невское время» (1990-91), учредителем, главным редактором первого в истории российской журналистики российского ритуально-духовного журнала «Реквием» с 1995 года по 2016, автор книг, статей, стихотворений, издатель, действительный государственный советник 3-го класса.
В целях возрождения культуры памяти издал на основе опубликованных материалов в журнале «Реквием» энциклопедию-справочник «Всё о проводах в последний путь…».

## Биография
Родился 19 октября 1952 года в Ленинграде.
В 1970 году окончил в городе Вентспилсе (Латвия) 2-ю среднюю школу. Журналистикой начал заниматься с 13 лет юнкором в газете «Пионерская правда».
В 1976 году окончил факультет журналистики Ленинградского Государственного университета (ЛГУ им. А. А. Жданова).
В 1970—1980 годах работал в Латвии: в Вентспилсском горкоме комсомола (1970—1974), ЦК ЛКСМ Латвии (1974—1976), заместителем главного редактора газеты «Советская Вента» (город Вентспилс) и собственным корреспондентом ТАСС по Латвии, преподавателем литературы и русского языка в СПТУ (1980-84), заведующим отделом Вентспилсского ГК ДОСААФ (1984-87).
В 1987 году вернулся в город Ленинград. Работал в газете «Слава труду» Ленинградского завода турбинных лопаток (1988-90), заведующим отделом газеты «Невский курьер» Ленинградского Народного фронта, членом редколлегии районной газеты «Невская застава» (1989-91).
В марте 1990 года был избран депутатом Ленсовета — Петросовета (округ № 282, Невский район), где получил задание создать в Петербурге новую демократическую газету, которой стала «Невское время»
А. П. Сазанов был организатором этого независимого издания, первым исполняющим обязанности главного редактора демократической газеты «Невское время» (1990-91), членом пресс-центра Ленсовета, первым руководителем телепрограммы «Дневник Ленсовета».
С 1992 года стал издателем более 1000 книг различных наименований, возглавив Редакционно-издательскую фирму «Роза мира», а затем «Издательство Александра Сазанова».
В 1999 году Сазанов Александр Петрович был руководителем пресс-центра Российско-Белорусского движения «Новый Союз».
В качестве учредителя, главного редактора и / или издателя участвовал в создании около 30 газет и журналов в том числе в Петербурге. (Заслуженный деятель науки Абрам Григорьевич Раскин об авторе Сазанове А. П. 2001 год): «Реквием», «Невская застава», «XXI век», «Роза мира», «Петроградский курьер», «Загородная недвижимость», «Петроградка», «Отдыхай-Play Time», «Лидер», «Клуб Меценатов», «Мысль-XXI»., «Петербургская школа»; литературно-поэтических альманахов «Лестница в небо», «Огни Гавани», «Колокольчик», «Тебе, любимый Петербург!» и 20 книг-мемуаров депутатов Ленсовета-Петросовета 21-го созыва.
До 2016 года являлся главным редактором Российского ритуально-духовного журнала «Реквием», газет «Василеостровская Линия», «Гаванский городок». В 1995 году Сазанов А. П. был участником Международной выставки похоронного искусства «Funeraire-95» в Париже, автор сборника эпитафий; вёл курс «Основы похоронной культуры» в Санкт-Петербургском филиале Московского государственного университета сервиса, был инициатором и организатором первой в России научно-практической конференции «Любовь к отеческим гробам: возрождение похоронного дела в России» в 1998 году.
Александр Петрович Сазанов — Президент Санкт-Петербургского Центра «Латвия», главный редактор и издатель Российско-латвийской газеты «Диалог — Dialogs», советник исполнительного комитета «Золотой Книги Санкт-Петербурга», пресс-секретарь Союза офицеров запаса и в отставке Санкт-Петербурга и Ленинградской области, член Правления Санкт-Петербургского Центра немецкой культуры и примирения.
В 2011—2013 годах А. П. Сазанов организовал и провёл литературно-поэтический конкурс «Белые ночи над Латвией» для латвийских литераторов, посвящённый 310-й годовщине Санкт-Петербурга и был одним из организаторов и участников Дней Русской культуры в латвийском городе Вентспилсе.
Одним из направлений деятельности А. П. Сазанова являлась работа над проблемой ухода за воинскими захоронениями в России.
Доктор истории литературы А. П. Сазанов — Действительный член Академии русской словесности и изящных искусств им. Г. Р. Державина, член Российского Межрегионального Союза писателей, Союза журналистов Санкт-Петербурга и Ленобласти, являлся не только главным редактором, но и учредителем журнала «Реквием», а также его издателем, автором десятков статей и докладов в области ритуально-похоронного искусства и обрядов, Культуры памяти; десятка интервью в газетах «Известия», «Аргументы и факты», на телеканалах НТВ, ТНТ, 5 канал, 100ТВ, Радио «Свобода», автор 23 книг прозы на историко-документальные темы и 16 сборников поэзии.
В 2022 году подписал письмо в поддержку российского военного вторжения на Украину.